# Гизатуллина, Гульсира Мирзаевна
Гизатуллина Гульсира Мирзаевна (баш. Ғиззәтуллина Гөлсирә Мирҙа ҡыҙы, 4 июля, 1957 год, город Каган, Узбекская ССР) — писатель, журналист, переводчик. Член Союза писателей Республики Башкортостан (1996). Член Союза писателей СССР. Заслуженный работник культуры Республики Башкортостан (2009). Лауреат премии имени Рами Гарипова. Дипломант международного литературного конкурса имени Махмуда Кашгари.

## Биография
Гульсира (Гайсарова) Гизатуллина родилась в городе Каган Бухарской области Узбекистана 4 июля 1957 года. Ветеран Великой Отечественной войны, командир разведвзвода 112-й Башкирской кавалерийской дивизии Мирза Кульисламович Гайсаров и его будущая супруга Наиля Мирхабибовна встретились в городе Каган. Тяжёлые раны Мирзы Гайсарова долго не заживали, и по совету врачей, он был вынужден поехать в Узбекистан. В семье Гайсаровых в Кагане родились Земфира, Салават и Гульсира. Но Мирза Гайсаров скучал по родине и через несколько лет решил вернуться в деревню Идяш Зианчуринского района. Гульсира Гайсарова выросла на земле своих предков и считает своей родиной деревню Идяш, которая дала миру поэта Гильмана Ишкинина, журналистов Хасана и Артура Давлетбаковых, Зульфию Файрушину.  

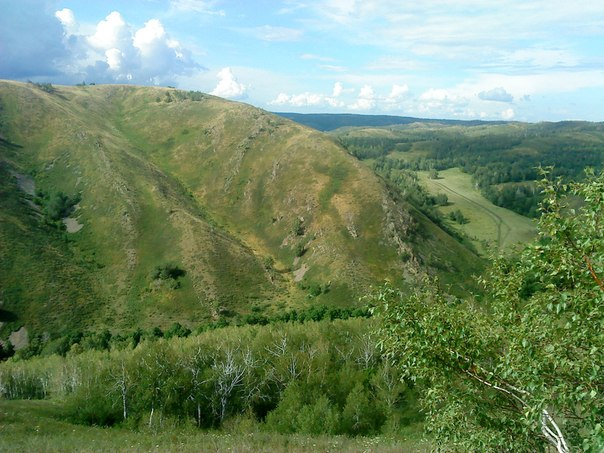
Уральские горы в Зианчуринском районе Башкортостана.Явтуба

Отец оказал решающее влияние на формирование личности Гульсиры и выбор профессии своей дочери. Мирза Гайсаров выписывал журнал «Журналист», много других газет и журналов. Семиклассница Гульсира как юный корреспондент ездила в пионерский лагерь «Артек».
После окончания восьми классов в Утягуловской средней школе, Гульсиру отправили учиться в школу-интернат № 1 (ныне Башкирская республиканская гимназия № 1 им. Р. Гарипова).
В 1974—1979 годах она училась на филологическом факультете Башкирского государственного университета.
1979—1996 годы — сотрудник, заведующая отделом республиканской газеты «Башкортостан», издающейся на башкирском языке.
1996—2002 годы — заведующая сектором книжного издательства «Китап» (Уфа).
2002—2003 годы, 2007, 2011 годы — ответственный секретарь журнала «Башкортостан кызы» («Дочь Башкортостана»).
2003—2007 годы — сотрудник общественно-политического, научно-популярного и художественного ежемесячного журнала «Ватандаш» («Соотечественник»).
Сотрудничала с Башкирским радио и вела постоянную рубрику на канале «Ашкадар».
Перевела на башкирский язык повесть Э.Хемингуэя «Старик и море» (издательство «Демиург», 2001), 4-томную книгу «Башкирское народное искусство» («Демиург», 2002), первую книгу Ветхого Завета «Бытие».
С 2000 года занимается переводом Ветхого Завета с древнего иврита на башкирский язык. Для этого она несколько раз ездила в Голландию, выучила английский и иврит. В последние три года ей помогает специалист по древним языкам Тея Грид из Финляндии, которая хорошо говорит на русском и башкирском языках . Издание Ветхого завета на башкирском языке писательница планирует на 2022 год.
В последние годы писательница живёт в деревне Идяш Зианчуринского района на юге Башкортостана.
Заслуженный работник культуры Республики Башкортостан (2009).

## Творчество
Гульсира Мирзаевна Гизатуллина работает в жанре прозы. В 1993 году вышла её первая книга рассказов «Оставь надежду», получившая положительные отзывы читателей и критиков.
Повесть для детей «Подорожник и капелька», сборник рассказов «Сто и одна жизнь моя», книга «Остров души» вызвали большой интерес читателей к творчеству писательницы Г.Гизатуллиной. В книгу «Обитель души» вошли рассказы и философская поэтическая повесть о жизни и любви «Обитель души». Произведения Гульсиры Гизатуллиной отличаются глубиной и раскрытием знакомых сюжетов с неожиданной стороны.
Её роман «Хадия», посвященный башкирской писательнице — жертве политических репрессий Хадие Давлетшиной удостоился специальной литературной премии, утвержденной компанией «ЖСК».
Г. М. Гизатуллина как редактор подготовила к печати полный сборник произведений народного поэта Башкортостана Рами Гарипова к 75-летию поэта.
В 2006 году вышел в свет сборник Гульсиры Мирзаевны «Жизнь вся в цветах», куда вошли роман, повести и рассказы. Она была признана самой читаемой книгой года.
Каждое новое произведение писательницы читатели встречают с неизменным интересом, иногда её творчество вызывает горячие споры.
Сегодня она является одной из ярких представительниц женской прозы в башкирской литературе. Исповедальная форма ее произведений отражает особенности романтического психологизма, являясь, с одной стороны, эффективным способом психологической мотивации душевного мира героев, а с другой — обозначает образ рассказчика с индивидуальным личностным видением и восприятием окружающей жизни. (Журналист Владимир Романов)
Некоторые произведения Гульсиры Гизатуллиной переведены на русский и турецкий языки.

## Произведения
- Ɵмɵтɵмдɵ ҡалдыр…: Хикәйәләр. (Оставь надежду. Рассказы) — Өфө: Китап, 1993. — 192 бит.
- Юл япрағы менəн тамсы: Балалар өсөн повесть (Подорожник и капелька. Повесть для детей). — Өфө: Китап, 1994. — 20 бит.
- Йɵҙ ҙə бер ғүмерем: Хикәйәләр, новеллалар, тарихи хикәйәт.(Сто и одна жизнь. Рассказы, новеллы) — Өфө: Китап, 1997. — 304 бит.
- Күңел утрауы: Повесть, хикәйәләр.(Обитель души. Повесть, рассказы) — Өфө: Китап, 2003. — 102 бит.
- Тормош шау сəскəлə: Роман, повестар, хикәйәләр.(Жизнь в цветах. Роман, повести, рассказы) — Өфө: Китап, 2006.
- Йәннәт һулышы: Повесть.(Дыхание рая. Повесть) — Өфө: Китап, 2011.
- Йәшәргә ваҡыт: Повестар, хикәйәләр һәм эсселар.(Время жить. Повести, рассказы, эссе) — Өфө: Китап, 2012.

## Почётные звания
- Заслуженный деятель культуры Республики Башкортостан (2009).

## Награды
- Орден Салавата Юлаева (2024)[5].
- Лауреат премии имени Рами Гарипова.
- Дипломант международного литературного конкуса имени Махмуда Кашгари.